# Куб Лесли

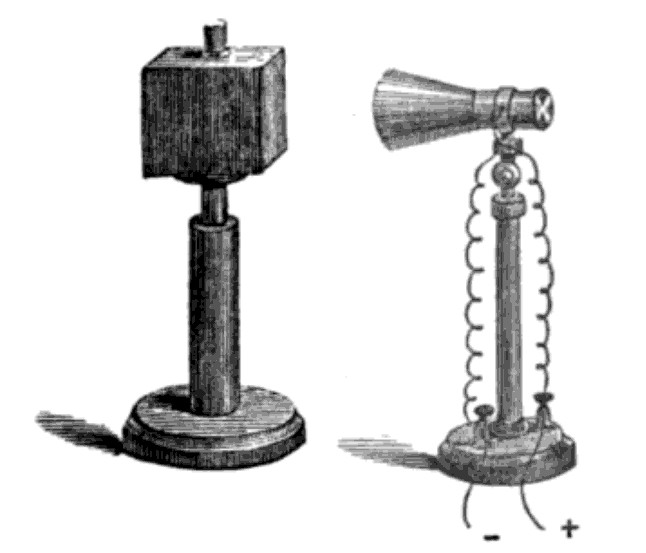
Куб Лесли (слева) и детектор теплового излучения (справа)

Куб Лесли —  устройство, используемое в измерениях или демонстрационных экспериментах по изучению теплового излучения от различных поверхностей. Он представляет собой полый куб со стенками, покрытыми различными материалами. Одна из сторон куба покрыта слоем золота, другая — серебром, третья медью, а четвёртая сажей либо темным лаком. Когда полость куба заполнена горячей водой, мощность излучения от покрытой сажей четвёртой стороны, измеряемая детектором, намного больше, чем от других трех.
Куб Лесли был изобретен в 1804 году шотландским физиком Джоном Лесли.